# Élise Pignot
Pour les articles homonymes, voir Pignot.

a Compétitions nationales et continentales officielles uniquement.

b Matchs officiels uniquement.
Élise Pignot, née le 2 décembre 1995 à Tulle, est une joueuse internationale française de rugby à XV. Elle évolue au poste d'arrière ou de centre à l'ASM Romagnat et dans le XV de France féminin.

## Biographie

### Jeunesse et formation
Élise Pignot débute le rugby à l'âge de 5 ans, dans sa ville d'Égletons en Corrèze. Elle y joue en équipe mixte jusqu'à 15 ans. Après une pause de deux ans, elle reprend à ASM Romagnat pendant qu'elle prépare sa licence Staps. 
En parallèle de sa carrière de joueuse, elle est entraineuse et gère l’école de rugby féminine du club créée en 2017 et destinée aux filles de moins de quinze ans.

### Internationale de rugby à XV
Élise est sélectionnée pour la première fois en équipe de France senior en 2017.
Sous contrat de la Fédération française de rugby pour la saison 2019-2020, elle se blesse contre l'Angleterre en 2019. Pour sa cinquième sélection internationale elle affronte l’Écosse le 25 octobre 2020 en match reporté du Tournoi des Six Nations féminin 2020.

## Palmarès

### En club
- Championnat de France féminin :
  - Championne (1) : 2021